# اريك شميت
اريك شميت (بالإنجليزية: Eric Schmitt)‏ هو محامي وسياسي أمريكي، ولد في 20 يونيو 1975 ببرجتون في الولايات المتحدة. حزبياً، نشط في الحزب الجمهوري. وقد انتخب عضو مجلس ولاية ميزوري.

## وصلات خارجية
- الموقع الرسمي